# کاریس کرازبی
کاریس کرازبی (انگلیسی: Caresse Crosby؛ ۲۰ آوریل ۱۸۹۱ – ۲۶ ژانویهٔ ۱۹۷۰) یک کنشگری، و نویسنده اهل ایالات متحده آمریکا بود.